# Leonel Hernández
Leonel Hernández Valerín (Cartago, 3 ottobre 1943) è un ex calciatore costaricano, di ruolo attaccante.

## Biografia
Figlio di José Francisco Hernández Madriz e Dolores Valerín Brenes, si sposò con María Artavia Luna da cui ebbe due figlie, Sofía e Carola Hernández Artavia.
Gli è stato dedicato il torneo Invierno della Primera División de Costa Rica del 2012.

## Carriera

### Club
Cresciuto nei mosquitos del Barrio La Soledad e passato successivamente al COVAO, Hernández entrò nel 1957 a far parte della società di cui era tifoso, il Club Sport Cartaginés.
Con il sodalizio di Cartago fu vice-campione della Costa Rica nel 1968, 1973, 1975 e 1977. Nel 1973 ottenne, con 18 reti segnate, il titolo di capocannoniere del campionato costaricano di calcio.

### Nazionale
Partecipò con la nazionale Under-20 di calcio della Costa Rica al CONCACAF Youth Tournament 1962, giungendo al quarto posto.
Dall'anno seguente entrò a far parte della nazionale maggiore della Costa Rica, ove militò sino alle qualificazione per il campionato CONCACAF 1973, valide anche per qualificarsi ai mondiali di calcio 1974, per un totale di 35 presenze ed 11 reti.